# Base Aérea de Clark
La Base Aérea de Clark pertenece a la Fuerza Aérea de Filipinas. Está situada en la isla de Luzón (Filipinas), unos 5 km al oeste de la localidad de Ángeles, y unos 64 km al noroeste del área metropolitana de Manila. 
Anteriormente fue una instalación militar operada por la Fuerza Aérea de los Estados Unidos, bajo los auspicios de las Fuerzas Aéreas del Pacífico (PACAF) y sus organizaciones predecesoras desde 1903 hasta 1991. La base ocupa una superficie de 37 km², con una zona de reserva militar que se extiende al norte y que cubre otros 600 km². 
Durante los últimos meses de la Segunda Guerra Mundial fue un bastión de las fuerzas combinadas filipinas y estadounidenses, y se convirtió en parte de la  columna vertebral del apoyo logístico durante la Guerra de Vietnam hasta 1975. Tras la salida de las fuerzas estadounidenses en 1991 debido a la erupción del volcán Pinatubo, la base finalmente se transformó en el Aeropuerto Internacional de Clark, la Zona Franca de Clark y la Ciudad de la Fuerza Aérea de Filipinas. 
En abril de 2016, se desplegó en Clark un "Contingente Aéreo" de  aviones A-10 y HH-60 de la USAF procedentes de las bases aéreas de Pyeongtaek y Okinawa, en el que se integraron unidades de Corea del Sur y de Japón, encuadradas en la Fuerza Aérea del Pacífico. La misión principal del contingente es patrullar las islas disputadas del Mar de China Meridional, "para proporcionar una mayor y más transparente conciencia del dominio aéreo y marítimo y así garantizar la seguridad de las actividades militares y civiles en las aguas y el espacio aéreo internacionales". El contingente aéreo cuenta con el apoyo del despliegue previo hasta Clark del avión Poseidon P-8 de la US Navy. 

## Historia

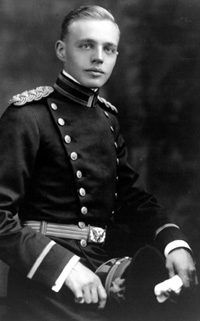
El comandante Harold M. Clark, en cuya memoria se nombró la base aérea de Clark

La base aérea de Clark se estableció originalmente en 1903 con el nombre de Fort Stotsenburg en Sapang Bato, Ángeles, bajo el control del Ejército de los Estados Unidos. Una parte de la base se reservó oficialmente para la Sección de Aviación del Cuerpo de Señales y se llamó Clark Field en septiembre de 1919, en honor al pionero de la aviación militar Harold M. Clark. Más tarde, sirvió como campo de aterrizaje para los bombarderos medios del Cuerpo Aéreo del Ejército de los Estados Unidos y alojó la mitad de los bombarderos pesados estacionados en Filipinas durante la década de 1930. Era muy grande para un campo aéreo de su época, y a finales del verano y del otoño de 1941 muchos aviones fueron enviados a Clark en previsión de una guerra contra el Imperio del Japón. Sin embargo, la mayoría de ellos fueron destruidos en tierra durante un ataque aéreo nueve horas después del ataque a Pearl Harbor. 
La base fue invadida por las fuerzas japonesas a principios de enero de 1942 y se convirtió en un centro importante para las operaciones aéreas niponas. Los aviones japoneses que salían de Clark participaron en la batalla del Golfo de Leyte, la mayor batalla naval de la Segunda Guerra Mundial.
Durante la guerra, los prisioneros aliados en la Marcha de la Muerte de Bataán pasaron por la puerta principal de la Base Aérea de Clark mientras seguían las vías del tren en dirección norte hacia el Campamento O'Donnell. La base aérea de Clark fue recapturada por los estadounidenses en enero de 1945, después de tres meses de feroces combates durante la Campaña de Filipinas, siendo inmediatamente devuelto al control de las Fuerzas Aéreas del Ejército de los Estados Unidos. 
Clark se convirtió en una importante base aérea estadounidense en el período de la Guerra Fría, sirviendo como un importante centro logístico durante la Guerra de Vietnam. La base fue cerrada por los Estados Unidos a principios de la década de 1990 debido a la negativa del gobierno filipino a renovar el contrato de arrendamiento de la base. Después de los grandes daños causados por la erupción del volcán Pinatubo en 1991, el gobierno de Filipinas intentó reabrir las conversaciones sobre el arrendamiento de la base, pero no se pudo alcanzar un acuerdo y el contrato no se extendió. 
En noviembre de 1991, la Fuerza Aérea de los Estados Unidos arrió la bandera y transfirió la base al gobierno de Filipinas. Con la retirada de los militares de los Estados Unidos de Clark, la base fue saqueada sistemáticamente por la población local y quedó abandonada durante varios años. Finalmente, se convirtió en la Zona Franca de Clark, el emplazamiento del Aeropuerto Internacional de Clark (CIA) y parte de ella aún es propiedad y está operada por la Fuerza Aérea de Filipinas, conservando el mismo nombre en inglés (Clark Air Base). 
En junio de 2012, el gobierno filipino, bajo la presión de las reivindicaciones chinas de sus mares, acordó el regreso de las fuerzas militares estadounidenses a Clark.

### Unidades militares
Durante gran parte de la Guerra Fría, la actividad de la Base Aérea de Clark giró en gran medida alrededor del 405 Ala de Combate, que más tarde pasó a ser la Tercera Ala de Combate Táctica en septiembre de 1974 y su flota de aviones de combate F-4 Phantom II. También fue sede de un escuadrón interceptor y de una escuela de vuelo, que utilizaron distintos aviones de combate. Los aviones en tránsito de diversos tipos, especialmente los aviones de carga, eran comunes. 
Aviones de combate visitaban regularmente la base para participar en ejercicios de guerra aérea en Crow Valley, unos 50 km  al noroeste. En noviembre de 1973, la sede del 374 Ala Táctica de Transporte Aéreo se transfirió a la Base Aérea de Clark. Con este movimiento vinieron dos escuadrones de aviones de transporte C-130E, el 21 Escuadrón Táctico de Puente Aéreo y el 776 Escuadrón Táctico de Puente Aéreo. 
Clark recibió vuelos regulares de carga y pasajeros hacia y desde la Base de la Fuerza Aérea Andersen (Guam); Kadena AB (Japón); Diego García; Yakarta (Indonesia); Bangkok y Ubon (Tailandia); y Saigón (Vietnam). Durante la década de 1970, los pasajeros llegaron a través de los vuelos de los Douglas DC-8 de las compañías Trans International y Braniff International  desde Travis AFB, California (vía Honolulú y Guam). 
Para 1980, la base había crecido hasta tal punto que se estableció un servicio semanal con un Boeing 747  de la compañía Flying Tiger Line que volaba a Saint Louis (a través de Kadena AB en Japón; Anchorage en Alaska y Los Ángeles). La compañía Tower Air se hizo cargo del servicio del 747 a finales de la década de 1980, que se aumentó con otro vuelo semanal de Hawaiian Airlines con sus L-1011 o Douglas DC-8 en la ruta Guam-Honolulú-Los Ángeles. 

### Tiroteos
El 29 de octubre de 1987, hombres armados no identificados dispararon y mataron a tres aviadores.
El 14 de mayo de 1990, presuntos rebeldes comunistas del Nuevo Ejército del Pueblo dispararon y mataron a dos aviadores.

## Cultura

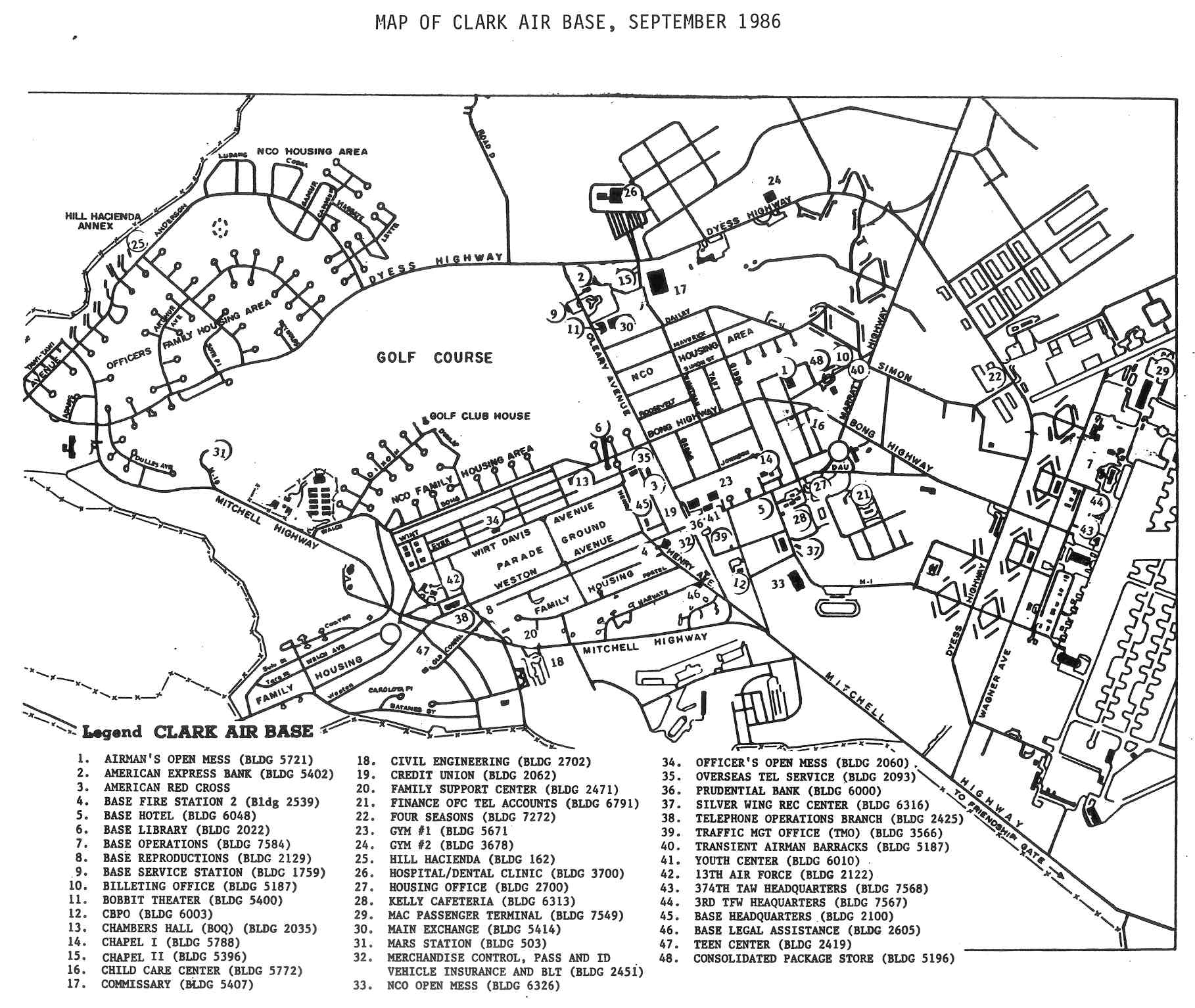
Un mapa de la base Aérea de Clark, 1986

La Base Aérea de Clark fue posiblemente la instalación militar más urbanizada de la historia y la base estadounidense más grande en el extranjero. En su época de máxima actividad, alrededor de 1990, tenía una población permanente de 15.000 personas. Disponía de una base de intercambio, una gran comisaría, una pequeña galería comercial, una sucursal de grandes almacenes, cafeterías, centros para adolescentes, un hotel, minigolf, establos, zoológico y otras instalaciones. 

### Zonas recreativas
Los bares de la ciudad de Los Ángeles eran legendarios, particularmente alrededor del distrito con locales de alterne en Fields Avenue. Como resultado, los clubes de militares de Clark se vieron sometidos a una presión considerable para que sirvieran a sus miembros entretenimientos más saludables. Se organizaron tres operaciones a gran escala: el Club de Oficiales (CABOOM) situado cerca del patio de armas, el Club Top Hat para los oficiales no comisionados (suboficiales) cerca de Lily Hill, que se trasladó cerca del Silver Wing en 1986, y el Coconut Grove Open Mess (AOM) para los aviadores, ubicado en una gran sala abovedada que contenía palmeras. El club de oficiales tenía un comedor de cuatro estrellas, pero atendía a los suboficiales durante el almuerzo. El club de aviadores incluyó espectáculos de Broadway y bandas de swing. 
Para mantener a los residentes entretenidos en casa, la base disponía de una emisora de televisión denominada FEN (Far East Network Philippines), una división de la American Forces Network. 
Debido al clima cálido y la gran cantidad de unidades, se disputaban torneos de softbol trimestralmente. Hubo al menos 2 gimnasios, 3 pistas para caminar o correr y 7 campos de softbol en la base. 

### Educación
Las Escuelas para Dependientes del Departamento de Defensa (DoDDS, por sus siglas en inglés) operaban seis escuelas en la Base Aérea de Clark, que atendían a niños desde el jardín de infancia hasta el duodécimo grado.

## Comandos superiores
La Base Aérea de Clark fue asignada a los siguientes comandos principales: 
- Departamento de Guerra, 1903.
- Departamento de Filipinas, 1917
- Ayudantía General del Ejército, Departamento de Filipinas, 1919.
- Fuerzas Aéreas, Fuerzas Armadas de los Estados Unidos en el Lejano Oriente, 4 de agosto de 1941
- Departamento de las Fuerzas Aéreas de Filipinas, 20 de septiembre de 1941.

Redesignado: Fuerza Aérea del Lejano Oriente, 20 de diciembre de 1941
- Ocupado por el Ejército Imperial Japonés entre el 20 de diciembre de 1941 y el 10 de febrero de 1945
- Sexto Ejército de los Estados Unidos, 16 de febrero de 1945.
- Octavo Ejército de los Estados Unidos, 15 de mayo de 1945.
- Fuerza Aérea del Lejano Oriente, junio de 1945

Redesignado: Comando Aéreo del Pacífico, Estados Unidos, 6 de diciembre de 1945
Redesignado: Fuerza Aérea del Lejano Oriente, 1 de enero de 1947
Redesignado: Fuerzas Aéreas del Pacífico, 1 de julio de 1957 - 16 de diciembre de 1991

## Clima
El clima en la base se caracteriza por dos estaciones distintas: una "estación seca" de noviembre a abril y una "temporada de lluvias" con lluvias monzónicas que se producen de mayo a octubre. Durante la estación seca, los vientos son generalmente del noreste y los cielos están despejados. Algunas lluvias por la tarde tienden a aparecer en abril, el mes de las temperaturas medias más altas del año, aunque los días más calurosos tienden a darse en mayo. Debido al estado muy seco de la vegetación en esta época, las cenizas y el hollín a menudo caen sobre la Base Aérea de Clark mientras los agricultores queman sus campos para plantar. Durante los años de sequía, se desataron incendios forestales ocasionales en las áreas de vegetación salvaje al oeste del campo de golf y al noreste del campo de aviación. 
La temporada de lluvias normalmente llega durante el mes de junio. Julio y agosto son húmedos, con muchos días oscuros nublados y frecuentes lluvias por la tarde y por la noche. Los tifones son comunes a finales del verano y del otoño, acercándose desde el este. Rara vez son fuertes en la Base Aérea de Clark, dado que su circulación se ve interrumpida por la cordillera de la Sierra Madre en la costa este. La actividad de la lluvia y los tifones disminuye bruscamente en noviembre y diciembre, cuando llega nuevamente la temporada seca. Las temperaturas son más frías, con mínimas nocturnas que a veces caen a 18 °C o menos. 
De 1953 a 1991, el promedio diario de temperaturas mínimas fue de 23.1 °C y de 31.2 °C el de las máximas, siendo abril el mes más cálido y enero el más frío. La precipitación anual promedio fue de 1991 mm.
| Parámetros climáticos promedio de Base Aérea de Clark, ciudad de Ángeles, República de las Filipinas (1961–90) | Parámetros climáticos promedio de Base Aérea de Clark, ciudad de Ángeles, República de las Filipinas (1961–90) | Parámetros climáticos promedio de Base Aérea de Clark, ciudad de Ángeles, República de las Filipinas (1961–90) | Parámetros climáticos promedio de Base Aérea de Clark, ciudad de Ángeles, República de las Filipinas (1961–90) | Parámetros climáticos promedio de Base Aérea de Clark, ciudad de Ángeles, República de las Filipinas (1961–90) | Parámetros climáticos promedio de Base Aérea de Clark, ciudad de Ángeles, República de las Filipinas (1961–90) | Parámetros climáticos promedio de Base Aérea de Clark, ciudad de Ángeles, República de las Filipinas (1961–90) | Parámetros climáticos promedio de Base Aérea de Clark, ciudad de Ángeles, República de las Filipinas (1961–90) | Parámetros climáticos promedio de Base Aérea de Clark, ciudad de Ángeles, República de las Filipinas (1961–90) | Parámetros climáticos promedio de Base Aérea de Clark, ciudad de Ángeles, República de las Filipinas (1961–90) | Parámetros climáticos promedio de Base Aérea de Clark, ciudad de Ángeles, República de las Filipinas (1961–90) | Parámetros climáticos promedio de Base Aérea de Clark, ciudad de Ángeles, República de las Filipinas (1961–90) | Parámetros climáticos promedio de Base Aérea de Clark, ciudad de Ángeles, República de las Filipinas (1961–90) | Parámetros climáticos promedio de Base Aérea de Clark, ciudad de Ángeles, República de las Filipinas (1961–90) |
| Mes | Ene. | Feb. | Mar. | Abr. | May. | Jun. | Jul. | Ago. | Sep. | Oct. | Nov. | Dic. | Anual |
| --- | --- | --- | --- | --- | --- | --- | --- | --- | --- | --- | --- | --- | --- |
| Temp. máx. media (°C)                                                                                          | 30 | 31.1 | 32.2 | 33.9 | 33.3 | 31.7 | 30.6 | 30 | 30.6 | 30.6 | 30.6 | 30 | 31.2 |
| Temp. mín. media (°C)                                                                                          | 21.1 | 21.7 | 22.2 | 23.9 | 24.4 | 24.4 | 23.9 | 23.9 | 23.9 | 23.9 | 22.8 | 22.2 | 23.2 |
| Precipitación total (mm)                                                                                       | 13 | 17.3 | 27.2 | 57.9 | 198.6 | 298.7 | 403.1 | 407.4 | 316 | 185.2 | 102.6 | 39.1 | 2066 |
| Fuente: National Climatic Data Center.                                                                         | | | | | | | | | | | | | |

## Lecturas relacionadas
- Anderegg, C.R. (2000). The Ash Warriors. Government Printing Office. ISBN 9780160869419.